# Championnat d'Europe des moins de 19 ans féminin de handball
Le Championnat d'Europe des moins de 19 ans féminin de handball réunit tous les deux ans l'élite du handball européen des moins de 19 ans (junior) depuis 1996. Jusqu'en 2004, la compétition était appelée championnat d'Europe junior féminin de handball.
L'appellation de la compétition en anglais est W19 EHF EURO.
Cette compétition sert de tournoi qualificatif pour le championnat du monde junior.

## Palmarès
| 1996      | Pologne   | Danemark | 24 – 23 | Ukraine  | Russie               | 22 – 19 | Norvège   |
| 1998      | Slovaquie | Roumanie | 33 – 24 | Lituanie | Russie               | 28 – 27 | Turquie   |
| 2000      | France    | Roumanie | 30 – 28 | Russie   | Croatie              | 25 – 23 | Suède     |
| 2002      | Finlande  | Russie   | 25 – 24 | Hongrie  | Espagne              | 27 – 19 | Pays-Bas  |
| 2004      | Tchéquie  | Russie   | 25 – 24 | Norvège  | Serbie-et-Monténégro | 39 – 28 | France    |
| 2007      | Turquie   | Danemark | 29 – 19 | Espagne  | Roumanie             | 36 – 31 | Suède     |
| 2009      | Hongrie   | Norvège  | 29 – 27 | Hongrie  | Russie               | 29 – 24 | Allemagne |
| 2011      | Pays-Bas  | Danemark | 29 – 27 | Pays-Bas | Autriche             | 34 – 28 | Serbie    |
| 2013      | Danemark  | Russie   | 36 – 28 | Hongrie  | Danemark             | 33 – 22 | Norvège   |
| 2015      | Espagne   | Danemark | 29 – 26 | Russie   | Suède                | 25 – 24 | Hongrie   |
| 2017      | Slovénie  | France   | N/A     | Danemark | Hongrie              | N/A     | Allemagne |
| 2019 (en) | Hongrie   | Hongrie  | 27 – 20 | Pays-Bas | Norvège              | 29 – 26 | Russie    |
| 2021 (en) | Slovénie  | Hongrie  | 31 – 22 | Russie   | France               | 30 – 29 | Suède     |
| 2023 (de) | Roumanie  | Hongrie  | 35 – 26 | Danemark | Roumanie             | 39 – 32 | Portugal  |

## Bilan
| Rang  | Nation               | Médaille d'or, Europe | Médaille d'argent, Europe | Médaille de bronze, Europe | Total |
| ----- | -------------------- | --------------------- | ------------------------- | -------------------------- | ----- |
| 1     | Danemark             | 4                     | 2                         | 1                          | 7     |
| 2     | Russie               | 3                     | 3                         | 3                          | 9     |
| 3     | Hongrie              | 3                     | 3                         | 1                          | 7     |
| 4     | Roumanie             | 2                     | 0                         | 2                          | 4     |
| 5     | Norvège              | 1                     | 1                         | 1                          | 3     |
| 6     | France               | 1                     | 0                         | 1                          | 2     |
| 7     | Pays-Bas             | 0                     | 2                         | 0                          | 2     |
| 8     | Espagne              | 0                     | 1                         | 1                          | 2     |
| 9     | Lituanie             | 0                     | 1                         | 0                          | 1     |
| 9     | Ukraine              | 0                     | 1                         | 0                          | 1     |
| 11    | Autriche             | 0                     | 0                         | 1                          | 1     |
| 11    | Croatie              | 0                     | 0                         | 1                          | 1     |
| 11    | Serbie-et-Monténégro | 0                     | 0                         | 1                          | 1     |
| 11    | Suède                | 0                     | 0                         | 1                          | 1     |
| Total | Total                | 14                    | 14                        | 14                         | 42    |